# Лев Скребенський
Лев Скрбенський з Гржіште (чеськ. Lev Skrbenský z Hříště; 12 червня 1863, Хаусдорф (нині частина Бартошовіце), Австро-Угорщина — 24 січня 1938, Длоугі-Лоучка під Оломоуці, Чехословаччина) — австро-угорський і чехословацький кардинал. Архієпископ Праги з 14 грудня 1899 по 18 січня 1916. Архієпископ Оломоуца з 18 січня 1916 по 6 липня 1920 року. Кардинал-священик з титулом церкви Санто-Стефано аль Монте Челіо з 15 квітня 1901. Кардинал-протопресвітер з 7 грудня 1928 по 24 грудня 1938 року.